# Schwedisch-Litauen

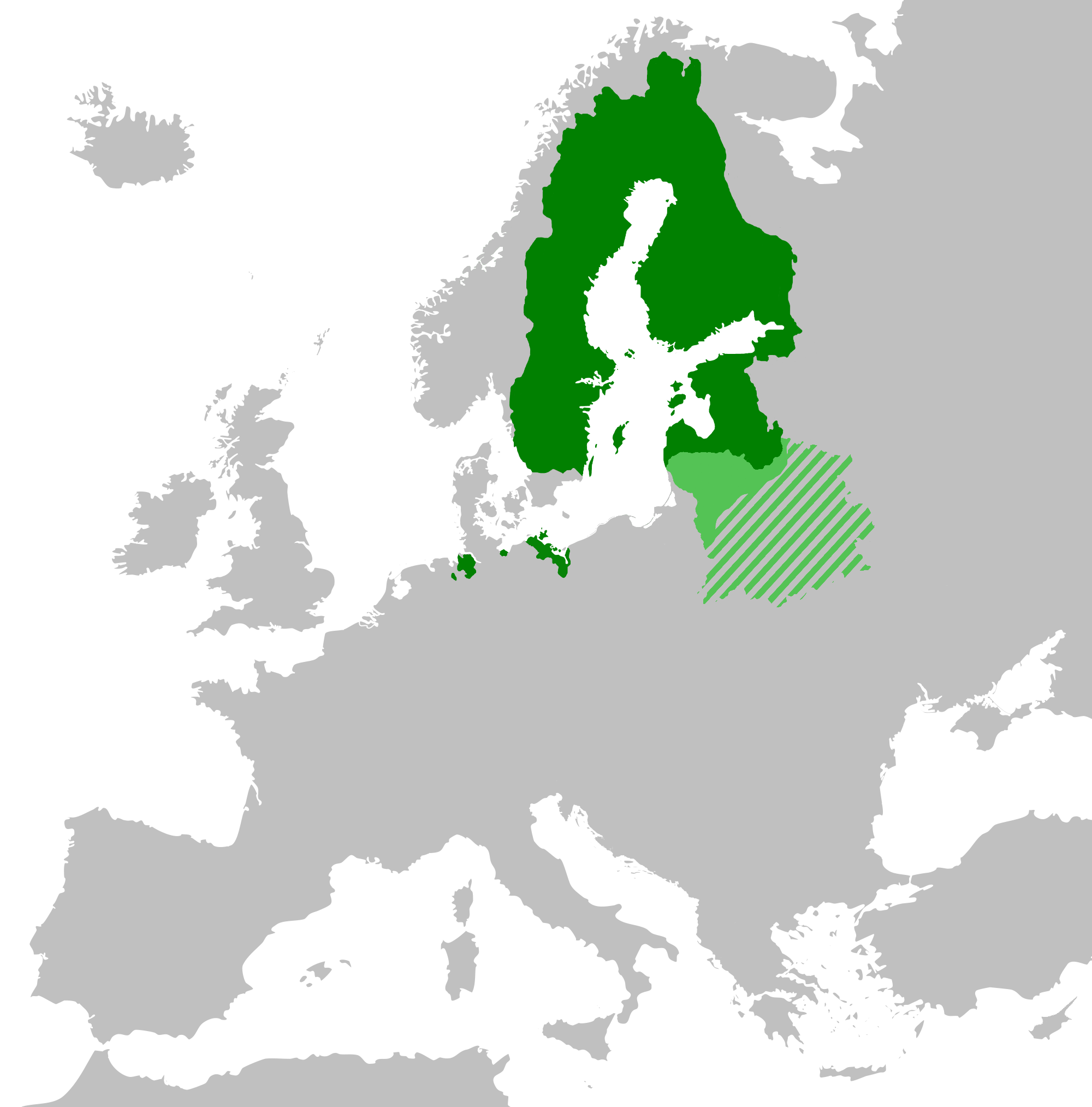
Schwedisches Reich (dunkelgrün) 1655–1657 mit Litauen (hellgrün) als Protektorat. Diagonale Linien stellen Gebiete dar, die vom russischen Zarenreich besetzt sind.

Schwedisch-Litauen (schwedisch: Svenska Litauen), offiziell bekannt als das Großfürstentum Litauen (schwedisch: Storfurstendömet Litauen, lateinisch: Magnus Ducatus Lituaniæ), war ein dominicum directum Protektorat des schwedischen Reiches unter der Herrschaft von König Karl X. Gustav in Übereinstimmung mit der Union von Kėdainiai. Es existierte von 1655 bis 1657, als es beendet und vollständig wieder in das Polen-Litauen eingegliedert wurde.

## Schwedische Besetzung
1654 startete das Zarentum Russland seine Invasion gegen das Polen-Litauen, was dazu führte, dass riesige Teile des Territoriums in die Hände der russischen Armee fielen. Angesichts der schwachen militärischen Leistung der Republik versuchte das schwedische Reich, die politischen Unruhen auszunutzen und Teile des polnisch-litauischen Staates zu besetzen: Schweden wollte Litauen zu einem dauerhaften Teil seiner imperialen Domäne machen, da das Territorium für die Sicherung strategisch wichtig war die Ostsee vor Russland. Im Sommer 1655 marschierte die schwedische Armee in Westpolen ein und drohte Litauen, dasselbe zu tun. Nachdem der litauische Magnat Jonušas Radvila (polnisch Janusz Radziwiłł) und andere Mitglieder des litauischen Adels von der Flucht von König Johann II. Kasimir erfahren hatten, begannen sie, Verhandlungen mit Schweden in Betracht zu ziehen.

## Auflösung
Im Laufe der Zeit verlor die schwedische Herrschaft allmählich die Unterstützung einiger Mitglieder des litauischen Adels. Die schwedische Regierung erhob hohe Steuern und war nicht in der Lage, die Brutalität ihrer eigenen Armee zu kontrollieren, die Litauen bald eher als erobertes Land denn als neu gegründeten Verbündeten behandelte. Im Frühjahr 1656 begannen große Teile des pro-polnischen Adels in Litauen mit dem Aufstand gegen die Schweden, dem der entscheidende polnische Sieg über das schwedische Reich in der Schlacht bei Prostki folgte. 1657 brach Schwedisch-Litauen zusammen. Anschließend wurde der Großhetman von Litauen und der Kommandeur der schwedischen Streitkräfte gegen Polen, Boguslavas Radvila (polnisch Bogusław Radziwiłł), vor Gericht gestellt und nach Königsberg verbannt.

## Großhetman von Schwedisch-Litauen
- 1612–1655 Janusz Radziwiłł (1655)
- 1620–1669 Bogusław Radziwiłł (1655–1657)